# Landtagswahl in Vorarlberg 1945
- SPÖ: 7
- ÖVP: 19

Die Landtagswahl in Vorarlberg am 25. November 1945 war die erste freie Landtagswahl im österreichischen Bundesland Vorarlberg nach dem Zweiten Weltkrieg und dem Ende der Nationalsozialistischen Diktatur sowie die erste Wahl unter der neu erlangten Souveränität des Landes.
Nach der Befreiung durch die französischen Alliierten wurde noch am 24. Mai 1945 Ulrich Ilg als Präsident des Vorarlberger Landesausschusses eingesetzt und am 16. August zum provisorischen Landeshauptmann ernannt. Bei der Wahl konnte er seinen Anspruch auf das Amt verteidigen. Zur Wahl stellten sich die Österreichische Volkspartei (ÖVP), die Sozialistische Partei Österreichs (SPÖ) und die Kommunistische Partei Österreichs (KPÖ). Im Anschluss an die Wahl bildete sich trotz des eindeutigen Wahlsieges der Volkspartei eine Koalitionsregierung aus ÖVP und SPÖ unter Führung von Landeshauptmann Ilg. Seine konstituierende Sitzung hielt der neu gewählte Vorarlberger Landtag am 11. Dezember 1945 ab, in welcher Ilg mit 25 von 26 Stimmen zum Landtagspräsidenten und mit 24 von 26 Stimmen zum Landeshauptmann gewählt wurde.

## Stimmberechtigung und Stimmen
Bei der ersten freien Landtagswahl waren 77.824 Vorarlbergerinnen und Vorarlberger stimmberechtigt, wovon etwa 67,3 % weiblich waren. 15.156 Personen wurden aufgrund ihrer Mitgliedschaft in der NSDAP nach dem Wahlgesetz vom 19. Oktober 1945 ausgeschlossen. Insgesamt wurden bei der Wahl 69.602 gültige Stimmen abgegeben, was etwa 90,1 % entspricht. Daneben gab es 1.874 ungültige Stimmen sowie 5.808 Stimmenverweigerer.

## Wahlergebnis
| Amtliches Endergebnis | Amtliches Endergebnis | Amtliches Endergebnis | Amtliches Endergebnis | Amtliches Endergebnis |
| Partei                | Stimmen               | Prozent               | Mandate               |                       |
| --------------------- | --------------------- | --------------------- | --------------------- | --------------------- |
| ÖVP                   | 48.876                | 70,2 %                | 19                    |                       |
| SPÖ                   | 19.016                | 27,3 %                | 7                     |                       |
| KPÖ                   | 1.710                 | 2,5 %                 | 0                     |                       |
| Gesamt                | 69.602                | 100,0 %               | 26                    |                       |